# Sanalejo
Sanalejo es una banda colombiana de pop rock proveniente de Manizales, formada en Bogotá por los Manizaleños Sebastián Yepes, Jerónimo Salazar, Federico González, Fabián Flórez, Mauricio Ramírez, Edwin Ortiz y Ricardo Narváez. Actualmente cuentan con un nuevo vocalista llamado Sebastián Gómez.

## Historia
Sebastián, Jerónimo, Federico, Mauricio, Fabián, Ricardo y Edwin se conocieron cuando cada uno de ellos experimentaba el deseo de convertirse en artista integral. Un desfile benéfico en su natal Manizales, hizo que por azar del destino, estos estudiantes de música, se reunieran en la capital de la República Colombiana para consolidar una banda improvisada que participaría como invitada al evento. Lo que ellos no sabían era que la química y la unión de sus capacidades harían de este "experimento" la consolidación de una verdadera agrupación.
El siguiente paso, luego de darse cuenta de que existía una interesante conexión de sus voces con la forma de tocar los instrumentos, fue el de constituirse en un grupo bajo el nombre El Reblujo. Para ello fueron ensayando y creando sus propias partituras que con un gran esfuerzo desembocaron en un demo que más adelante sería enviado a un bar de su ciudad natal. Allí pasó por varias manos, que admiraban el talento y la esencia de sus composiciones. No pasó mucho tiempo para que la canción llegara a una de las emisoras más importantes de la zona, donde rotó por varias semanas y se ubicó entre los tres temas más importantes del año.[cita requerida]
Sorprendidos por el efecto de su música, El Reblujo, decidió abrirse camino y entrar a las grandes ligas; así que se unieron al talento de José Lopera, a quién ya conocían y cuya colaboración fue imprescindible en la creación de su primera propuesta. A partir de ese momento, estos jóvenes, que tenían claro lo lejos que iban a llegar, tomaron las riendas de su carrera golpeando las puertas de un sello discográfico local. Esta vez con el nombre de Sanalejo, se dieron a conocer a nivel nacional por medio de su disco debut lanzado por Universal Music, que logró un excelente comportamiento radial y comercial.
Luego de constituirse en uno de los talentos más reconocidos de la escena musical colombiana desde que se dio a conocer en el 2003 con su álbum debut Homónimo, la agrupación juvenil Sanalejo regresa más fuerte que nunca con el lanzamiento de su segundo trabajo discográfico, esta vez con el aval del sello EMI Music.
Luego de abanderar las listas de preferencia, participar en importantes shows junto a estrellas de la talla de Juanes y Bacilos, y de obtener el Premio a Mejor Artista Nuevo en los Premios Shock a La Música,[cita requerida] Sanalejo finalizó la promoción de este álbum y se tomó un merecido receso que le permitió a cada uno de sus miembros, perfeccionar sus habilidades y madurar las ideas para una nueva propuesta.
Bajo la conducción del reconocido productor José Lopera, quien también participó en su primer proyecto, esta banda manizalita ha titulado su segundo disco Alma y Locura, que resulta de la experiencia de más de 4 años de arduas jornadas donde sus integrantes han madurado tanto profesional como personalmente.
Con Alma y Locura, esta banda, que estrena casa disquera, afianza el excelente momento por el que atraviesa su música. Una mezcla de sonidos propios de su país, más exactamente de la región andina, con el rock que siempre los ha influenciado, hace de este proyecto un verdadero baúl de sorpresas. Ritmos como la guasca, el bambuco, el funk, el ska, el disco y hasta el tango, se filtran entre las notas juveniles y contagiosas de cada una de sus canciones, que por ningún motivo abandonan la esencia de su identidad musical. Prueba de esta combinación de evolución, madurez y creatividad es su primer sencillo El Diablo, un tema arriesgado que reivindica el sonido del grupo haciendo uso de letras fuertes y un mensaje juvenil y polémico.
Sanalejo ha alcanzado un nivel de popularidad bastante alto en Colombia gracias a sus poderosas presentaciones en vivo y canciones como Barman, El Diablo y El Culevante que ocupan un lugar privilegiado en las emisoras juveniles. Han logrado situar sus éxitos en los primeros lugares de popularidad. Ya Tú Ves, Barman y El Tiempo Pasa, entre muchas otras, que no sólo se han colado en el gusto del público desde que fueron presentadas a la radio, sino que se han convertido en himnos que aún siguen sonando.
En 2007, Sanalejo regresa a la escena musical presentando su tercer álbum de estudio No Lo Hagas que cuenta con una maravillosa selección de temas compuestos con nuevos ingredientes musicales y líricos que definitivamente marcarán el proceso conceptual de una de las bandas juveniles que más aceptación tienen en el mercado. Con este álbum, llegar a la excelencia fue sin lugar a dudas el objetivo principal de la banda que no ha parado de crear, estudiar y aprender del entorno que los han rodeado en los últimos años.
Bajo la impecable producción del colombiano Fernando Tobón, No Lo Hagas se constituye en un impactante trabajo que espera seguir encantando a fanáticos de la banda y a todos aquellos que esperan conocer una propuesta diferente de estos siete jóvenes colombianos.
El primer sencillo de su tercer álbum, Mejor Que Tú No Hay Nada, el tema que suena con insistencia en la radio, y que ha sido escogido como sencillo de lanzamiento, comenzó a sonar fuertemente en las radios de Colombia aún antes de ser lanzado oficialmente, debutó a tan sólo 3 días de ser servido a emisoras en el puesto No. 18 de las 30 canciones latinas más importantes del país y posteriormente ascendió vertiginosamente, colándose entre los 10 temas más escuchados.
En el año 2009 Sanalejo entra en un período de reposo, más adelante Sebastián Yepez, el vocalista para ese entonces decide separarse de la banda y comenzar su carrera como solista.
Por su parte, Jerónimo Salazar y Fabián Flórez junto a Carlos Augusto Muñoz (Tuto) exintegrante del grupo Wopeshea forman la banda LosD'lavan y debutan en el 2009 con su álbum "Alucinante" bajo la producción de Fernando "Toby" Tobón

## Regreso
En el año 2015, y con la ayuda de la carpa rumbera, se reunieron relanzando todos sus éxitos que los llevaron a ser uno de los grupos más reconocidos en este género a nivel nacional e internacional. En su presentación junto a otros grupos como Los de Adentro, Bonka y Sin Ánimo De Lucro lograron llenar este sitio con más de 4 mil personas, todas ellas coreando todos sus éxitos y pidiendo el regreso de Sanalejo, considerada una de las mejores bandas de Manizales con lo que respecta al Pop Rock. Fue tan grande la acogida por su reencuentro que los rumores de su regreso están cada vez más cerca.
En agosto 2015 la banda anunció que regresaría a la palestra musical con un nuevo vocalista llamado Sebastián Gómez, un artista que desde muy pequeño se interesó por la música, resaltando sus cualidades vocales y de composición, en el 2004 inicia su carrera profesional cuando junto con algunos amigos crean el grupo La Butaca, obteniendo gran reconocimiento en la escena local, compartiendo escenario con grandes artistas nacionales e internacionales en la ciudad cafetera.

## Miembros
La banda está conformada por:
Sebastián Gómez - voz líder
Federico González - guitarra
Julian Ramirez - guitarra desde el 2019
Sebastián López - saxofón alto
Alejandro Gallegos - bajo
Sebastián Yepes - voces y guitarra hasta el 2009.
Fabián Flórez - saxofón tenor hasta 2020
Mauricio Ramírez - batería hasta 2020
Jerónimo Salazar - bajo hasta 2018
Edwin Ortiz - trompeta hasta el 2016
Ricardo Narváez - saxofón alto hasta 2018
Marcelo Mazzini - Manager 2005 - 2015 hasta 2018

## Discografía

### Álbumes

#### Sanalejo (2003)
1. Si te vas
2. Nada de nada
3. El tiempo pasa
4. Ya tú ves
5. Solo he quedado
6. El último tren
7. Pa' na'
8. Yo no te olvido
9. Barman
10. El Ratón Pérez
11. Chis Punk

#### Alma y Locura (2005)
1. El Diablo
2. Tu culpa
3. Guaricha
4. Alma y locura
5. El culevante
6. Caminando
7. Hey, viejo men
8. Sumergido
9. Mujer calavera
10. Creí tenerte
11. Baila, baila
12. Flor nocturna

#### No Lo Hagas (2007)
1. Mejor que tú no hay nada
2. Me gusta
3. No lo hagas
4. Quiero verte
5. Monareta
6. Indeleble
7. Loco
8. Latinoamérica
9. Amapola
10. No voy a esperarte
11. De tripas corazón
12. Mirando al sur

#### Seguir Latiendo (2016)
1. A paso lento
2. Mal herido
3. Sufriendo por amor
4. Mi mitad
5. Una cosita
6. Seguir latiendo
7. Voy llegando
8. Bandida
9. Dragones devorando aviones

#### Sencillos
Ya tú ves (2003)
Barman (2003)
El tiempo pasa (2004)
Yo no te olvido (2004)
El Diablo (2005)
Mujer Calavera (2005)
El Culevante (2006)
Guaricha (2006)
Mejor que tú no hay nada (2007)
Me gusta (2008)
Indeleble (2008)
Sufriendo por amor (2015)
Mi mitad (2017) 
Tayrona (2019)
Mala pa´ mi (2019)
Sin equipaje (2020)
Sobrenatural (2020)
Se siente bien (2021)

## Premios Grammy
| Año  | Trabajo nominado | Categoría                 | Resultado |
| ---- | ---------------- | ------------------------- | --------- |
| 2017 | Seguir Latiendo  | Mejor álbum de pop latino | Nominado  |

## Premios Shock
| Año  | Premio                | Resultado |
| ---- | --------------------- | --------- |
| 2003 | Mejor Nuevo Artista   | Ganador   |
| 2005 | Mejor Artista del Año | Ganador   |
| 2008 | Mejor Artista Pop     | Ganador   |

## Premios 40 Principales
| Año  | Premio                 | País   | Resultado |
| ---- | ---------------------- | ------ | --------- |
| 2007 | Mejor Artista Colombia | España | Ganador   |

## Disco de Oro
| Año  | Disco         | País     |
| ---- | ------------- | -------- |
| 2004 | Sanalejo      | Colombia |
| 2006 | Alma y Locura | Colombia |
| 2008 | No lo Hagas   | Colombia |

## Récords
| Récord                     | Número de Copias Discográficas | País     |
| -------------------------- | ------------------------------ | -------- |
| Récord de Ventas en un día | 5000                           | Colombia |